# اریک ون دتن
اریک ون دتن (به انگلیسی: Erik von Detten) (زاده ۳ اکتبر ۱۹۸۲)، بازیگر آمریکایی است.
از فیلم‌های معروف او می‌توان به بازی در فیلم دفتر خاطرات شاهزاده خانم و نشنال لمپون نه چندان قانونی اشاره کرد.